# Kampung Jawa (Pesisir Tengah)
Kampung Jawa is een bestuurslaag in het regentschap Lampung Barat van de provincie Lampung, Indonesië. Kampung Jawa telt 2170 inwoners (volkstelling 2010).